# Дискографія Міті Фоміна
«Дискографія Міті Фоміна» — ця стаття описує дискографію Міті Фоміна. 

## Альбоми

### Сольні альбоми
| Рік  | Назва     | Деталі                                                                               |
| ---- | --------- | ------------------------------------------------------------------------------------ |
| 2010 | Так будет | - Випущено: Липень 27, 2010 - Лейбл: Gala Records - Формати: CD, Цифрова дистрибуція |

| Рік  | Назва                                       | Деталі                                                        |
| ---- | ------------------------------------------- | ------------------------------------------------------------- |
| 1999 | Первый контакт                              | - Випущено: 1999 - Лейбл: REAL Records - Формати: CD, Касета  |
| 1999 | Репродукция                                 | - Випущено: 1999 - Лейбл: REAL Records - Формати: CD, Касета  |
| 2001 | Запоминай                                   | - Випущено: 2001 - Лейбл: REAL Records - Формати: CD, Касета  |
| 2002 | Disc & Jockey remixes: Новая коллекция 2002 | - Випущено: 2002 - Лейбл: Iceberg Music - Формати: CD, Касета |

| Рік  | Назва               | Деталі                                                                       |
| ---- | ------------------- | ---------------------------------------------------------------------------- |
| 1999 | Звёздная серия      | - Випущено: 1999 - Лейбл: Star Records - Формати: CD, Касета                 |
| 2002 | Best                | - Випущено: 2002 - Лейбл: REAL Records - Формати: CD, Касета                 |
| 2005 | Любовное настроение | - Випущено: 2005 - Лейбл: REAL Records - Формати: CD, Касета                 |
| 2008 | Best 1              | - Випущено: 2008 - Лейбл: Монолит Рекордс - Формати: CD, Цифрова дистрибуція |

| Рік  | Назва                                       | Деталі                                                        |
| ---- | ------------------------------------------- | ------------------------------------------------------------- |
| 1999 | Первый контакт                              | - Випущено: 1999 - Лейбл: REAL Records - Формати: CD, Касета  |
| 1999 | Репродукция                                 | - Випущено: 1999 - Лейбл: REAL Records - Формати: CD, Касета  |
| 2001 | Запоминай                                   | - Випущено: 2001 - Лейбл: REAL Records - Формати: CD, Касета  |
| 2002 | Disc & Jockey remixes: Новая коллекция 2002 | - Випущено: 2002 - Лейбл: Iceberg Music - Формати: CD, Касета |

| Рік  | Назва               | Деталі                                                                       |
| ---- | ------------------- | ---------------------------------------------------------------------------- |
| 1999 | Звёздная серия      | - Випущено: 1999 - Лейбл: Star Records - Формати: CD, Касета                 |
| 2002 | Best                | - Випущено: 2002 - Лейбл: REAL Records - Формати: CD, Касета                 |
| 2005 | Любовное настроение | - Випущено: 2005 - Лейбл: REAL Records - Формати: CD, Касета                 |
| 2008 | Best 1              | - Випущено: 2008 - Лейбл: Монолит Рекордс - Формати: CD, Цифрова дистрибуція |

| Рік  | Назва                           | Чарти                | Чарти                 | Чарти                | Чарти               | Чарти            | Чарти             | Альбом    |
| Рік  | Назва                           | Російський радіочарт | Московський радіочарт | Пітерський радіочарт | Київський радіочарт | Річний загальний | Кількість ротацій | Альбом    |
| ---- | ------------------------------- | -------------------- | --------------------- | -------------------- | ------------------- | ---------------- | ----------------- | --------- |
| 2009 | Две земли                       | 36                   | 66                    | 78                   | —                   | 97               | 76844             | Так будет |
| 2010 | Вот и всё                       | 8                    | 8                     | 10                   | 64                  | 12               | 350503            | Так будет |
| 2010 | Всё будет хорошо                | 3                    | 2                     | 1                    | 5                   | 8                | 365985            | Так будет |
| 2010 | Перезимуем                      | 14                   | 23                    | 38                   | 56                  | 120              | 128363            | —         |
| 2011 | Огни большого города (Paninaro) | 9                    | 14                    | 14                   | 3                   | 11               | 315484            | —         |
| 2011 | Не манекен                      | 121                  | —                     | —                    | —                   | 190              | 21989             | —         |
| 2011 | Садовник                        | 42                   | 43                    | 54                   | —                   | 113              | 94369             | Так будет |

| Рік  | Назва                    | Альбом              |
| ---- | ------------------------ | ------------------- |
| 1998 | Ты прости                | Первый контакт      |
| 1998 | Не дано                  | Первый контакт      |
| 1999 | Беспризорник             | Первый контакт      |
| 1999 | Про лето                 | Репродукция         |
| 1999 | Чёрний ворон             | Репродукция         |
| 2000 | Он                       | Запоминай           |
| 2000 | Глупые люди              | Запоминай           |
| 2000 | За мною                  | Запоминай           |
| 2001 | Так легко                | Запоминай           |
| 2002 | СШ #7 (А мы любили)      | Best                |
| 2002 | Я люблю                  | Best                |
| 2004 | Седьмой лепесток         | Любовное настроение |
| 2004 | Билет                    | Best 1              |
| 2004 | Беда                     | Best 1              |
| 2005 | Берега                   | Best 1              |
| 2006 | Взлетай                  | Best 1              |
| 2006 | По следам                | —                   |
| 2007 | Право на счастье         | —                   |
| 2008 | Седьмой лепесток (Remix) | —                   |
| 2008 | Мы не ангелы             | —                   |

| Рік  | Назва                            | Режисер        |
| ---- | -------------------------------- | -------------- |
| 2009 | Две земли                        | Євген Куріцин  |
| 2010 | Всё будет хорошо (feat. StuFF)   | Мітя Фомін     |
| 2010 | Перезимуем (feat. StuFF)         | Мітя Фомін     |
| 2011 | Огни большого города (Paninaro)  | Мітя Фомін     |
| 2011 | Не манекен (feat. Кристина Орса) | Марат Адельшин |
| 2011 | Садовник                         | Мітя Фомін     |

| Рік  | Назва                   | Режисер                        |
| ---- | ----------------------- | ------------------------------ |
| 1998 | Не дано                 | Алішер, Ерік Чантурія          |
| 1999 | Безпризорник            | Василь Бліднов, Сергій Бліднов |
| 1999 | Про лето                | Василь Бліднов, Сергій Бліднов |
| 1999 | Чёрный ворон            | Олександр Солох                |
| 2000 | Глупые люди             | Артур Гімпел                   |
| 2002 | СШ #7 (А мы любили)     | Максим Рожков                  |
| 2002 | Я люблю                 | Максим Рожков                  |
| 2004 | Беда                    | Павло Єсенін                   |
| 2007 | По следам               | Ерік Чантурія                  |
| 2007 | Седьмой лепесток(Remix) | Євген Куріцин                  |
| 2008 | Мы не ангелы            | Алан Бадоєв                    |